# セカンド・ハンド (バンド)
セカンド・ハンド（Second Hand）は、イギリスのサイケデリック・ロックバンド。

## 来歴
- 1966年

ケン・エリオット、キーラン・オコナー、ボブ・ギボンズ、グラント・ラムジーでネクスト・コレクションを結成。
ラムジー脱退。アーサー・キッチェナー加入。
- 1967年

バンド名をムーヴィング・フィンガーに改名。
アルバムのレコーディングを開始。
キッチェナー脱退。ニック・サウス加入。
サウスはレコーディング終了後間もなくアレクシス・コーナーの下へ行ってしまった。
アルバム『リアリティー』は完成したが、別のバンドがムーヴィング・フィンガー名義でシングルを発表するところであったため、バンド名変更を余儀なくされ、セカンド・ハンドに改名。彼らの使っている機材が中古品 (second hand)であったことからセカンド・ハンドというバンド名になった。
ただし、既に幾らかプレスされてしまったため、初回プレス分にはムーヴィング・フィンガー名義の『リアリティー』もある。
- 1968年

ジョージ・ハート加入。
- 1969年

ギボンズ脱退。
- 1970年

ロブ・エリオット加入。
ギボンズの後任ギタリスト探しは難航したため、2ndアルバム『デス・メイ・ビー・ユア・サンタ・クロース』ではボーカル＋キーボード・トリオ編成となり、モギー・ミード、トニー・マックギルが3曲ゲスト参加と言う形となっている。
- 1971年

ロブ脱退。
トニー・マックギルのバンド・オーディション時の音源を元に、3rdアルバム『チラム』をチラム (Chillum：大麻吸引用のパイプのこと)名義で作製。
ハート脱退。
- 1974年

ケン・エリオット、キーラン・オコナーで、セブンス・ウェイヴを結成。

## メンバーと担当楽器

### ネクスト・コレクション (Next Collection) 1966年
- ケン・エリオット (Ken Elliott) - ハーモニカ、ピアノ、ボーカル
- キーラン・オコナー (Kieran O'Connor) - ドラム、パーカッション
- ボブ・ギボンズ (Bob Gibbons) - ギター
- グラント・ラムジー (Grant Ramsay) - リズム・ギター

### 第1期 ムーヴィング・フィンガー (Moving Finger)第1期 1966年 - 1967年
- ケン・エリオット (Ken Elliott) - オルガン、メロトロン、ピアノ、ボーカル
- キーラン・オコナー (Kieran O'Connor) - ドラム、パーカッション
- ボブ・ギボンズ (Bob Gibbons) - ギター
- アーサー・キッチェナー (Arthur Kitchener) - ベース

アルバム・レコーディングを開始。

### 第2期 ムーヴィング・フィンガー (Moving Finger)第2期 1967年
- ケン・エリオット (Ken Elliott) - オルガン、メロトロン、ピアノ、ボーカル
- キーラン・オコナー (Kieran O'Connor) - ドラム、パーカッション
- ボブ・ギボンズ (Bob Gibbons) - ギター
- ニック・サウス (Nick South) - ベース

+
- クリス・ウィリアムス (Chris Williams) - ストリングス・ディレクション、チェロ、フルート、サクソフォーン (ゲスト/1st)

バンド名をセカンド・ハンドに改名。

ムーヴィング・フィンガー第1期、第2期で録音した1stアルバム『リアリティー』をセカンド・ハンド名義とした。

### 第3期 1968年 - 1969年
- ケン・エリオット (Ken Elliott) - オルガン、メロトロン、ピアノ、ボーカル
- キーラン・オコナー (Kieran O'Connor) - ドラム、パーカッション
- ボブ・ギボンズ (Bob Gibbons) - ギター
- ジョージ・ハート (George Hart) - ベース

### 第4期 1970年 - 1971年
- ケン・エリオット (Ken Elliott) - オルガン、メロトロン、ピアノ、ボーカル
- キーラン・オコナー (Kieran O'Connor) - ドラム、ヴィヴラフォン、パーカッション、ボーカル
- ジョージ・ハート (George Hart) - ベース、ヴァイオリン、ボーカル
- ロブ・エリオット (Rob Elliott) - リード・ボーカル

+
- モギー・ミード (Malcolm "Moggy" Mead) - ギター (ゲスト/2nd)
- トニー・マックギル (Tony McGill) - ギター (ゲスト/2nd)
- ポール・グリーダス (Paul Greedus) - ボーカル (ゲスト/2nd)
- ロル・コックスヒル (Lol Coxhill) - サクソフォーン (ゲスト/2ndレコーディング・セッション)

2ndアルバム『デス・メイ・ビー・ユア・サンタ・クロース』録音。

1997年版CDには、アルバム未収録であったモギー・ミード参加曲、ロル・コックスヒル参加曲を収録している。

### 第5期 チラム (Chillum) 1971年
- ケン・エリオット (Ken Elliott) - オルガン、メロトロン、ピアノ
- キーラン・オコナー (Kieran O'Connor) - ドラム、パーカッション
- ジョージ・ハート (George Hart) - ベース
- トニー・マックギル (Tony McGill) - ギター

トニー・マックギルのバンド・オーディション時の音源を元に、3rdアルバム『チラム』をチラム名義で作製。

## ディスコグラフィ

### スタジオ・アルバム
- 『リアリティー』 - Reality (1968年 第1期 - 第2期)
- 『デス・メイ・ビー・ユア・サンタ・クロース』 - Death May Be Your Santa Claus (1971年 第4期)
- 『チラム』 - Chillum (1971年 第5期) ※チラム名義

### シングル
- "A Fairy Tale / Reality" (1969年 第2期)
- "Funeral" / "Hangin' on an Eyelid" (1972年 第5期)